# Erigone bifurca
Erigone bifurca är en spindelart som beskrevs av George Hazelwood Locket 1982. Erigone bifurca ingår i släktet Erigone och familjen täckvävarspindlar. Inga underarter finns listade i Catalogue of Life.